# Radicaal 60
Radicaal 60 is een van de 31 van de 214 Kangxi-radicalen dat bestaat uit drie strepen.
In het Kangxi-woordenboek zijn er 215 karakters die dit radicaal gebruiken.

## Karakters met het radicaal 60
| Strepen | Karakter                                  |
| ------- | ----------------------------------------- |
| + 0     | 彳                                        |
| + 3     | 彴 彵                                     |
| + 4     | 彶 彷 彸 役 彺 彻                         |
| + 5     | 彼 彽 彾 彿 往 征 徂 徃 径                |
| + 6     | 待 徆 徇 很 徉 徊 律 後 徍                |
| + 7     | 徎 徏 徐 徑 徒 従 徔 徕                   |
| + 8     | 徖 得 徘 徙 徚 徛 徜 徝 從 徟 徠 御 徢 徣 |
| + 9     | 徤 徥 徦 徧 徨 復 循 徫                   |
| + 10    | 徬 徭 微 徯 徰                            |
| + 11    | 徱 徲 徳 徴                               |
| + 12    | 徵 徶 德 徸 徹 徺                         |
| + 13    | 徻 徼                                     |
| + 14    | 徽 徾                                     |
| + 16    | 徿                                        |
| + 17    | 忀 忁                                     |
| + 18    | 忂                                        |

Bronskarakter
Groot zegelkarakter
Klein zegelkarakter